# Tjåhkkuljávrre
Tjåhkkuljávrre är en sjö i Hamarøy kommun i Norge. Tillflöden är främst Tjåhkkuljåhkå som avvattnar Ridoalgejávrre ett par km längre västerut. Tjåhkkuljávrre avvattnas av Tjåhkkuljåhkå som mynnar i Njoammeljávrre i Sverige och ingår i Luleälvens huvudavrinningsområde.